# Сукмановские Выселки
Сукмановские Выселки — опустевшая деревня в Чернском районе Тульской области в составе Северного сельского поселения.

## География
Находится в юго-западной части Тульской области на расстоянии приблизительно 9 км на восток-северо-восток по прямой от поселка Чернь, административного центра района.

## История
В 1926 году здесь было отмечено 16 дворов, в конце 1930-х годов — 35.

## Население
Постоянное население составляло 191 человек (1926 год), 0 как в 2002 году, так и в 2010.